# Joost Zwagerman

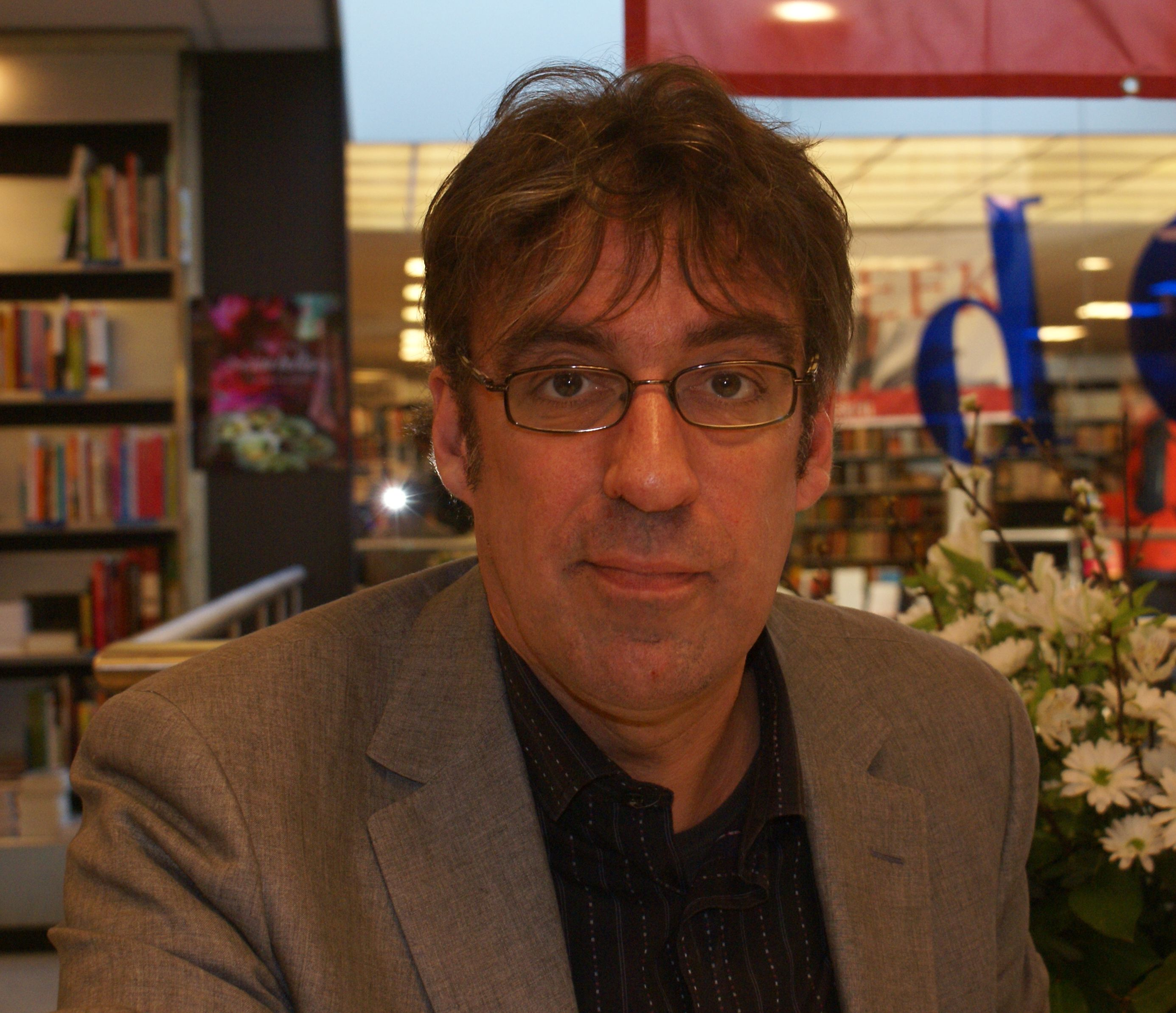
Joost Zwagerman bei einer Signierstunde in Hengelo am 11. März 2010

Johannes Jacobus „Joost“ Zwagerman (* 18. November 1963 in Alkmaar; † 8. September 2015 in Haarlem) war ein niederländischer Schriftsteller, Essayist und Publizist.

## Leben und Schaffen
Zwagerman stammt aus einer Lehrerfamilie und strebte nach dem Schulbesuch ebenfalls den Lehrerberuf an, studierte nebenher niederländische Sprache und Literatur. Um sich ganz dem Schreiben zu widmen, brach er das Studium ab. Er heiratete eine Jugendfreundin und bekam mit ihr drei Kinder.
1989 gelang ihm mit Gimmik! – Auflage 200.000 – der Durchbruch beim großen Lesepublikum. Noch erfolgreicher war De buitenvrouw mit einer Auflage von 300.000.
Aufgrund seiner Popularität in den Niederlanden engagierte ein großer Lebensversicherer Zwagerman als Werbeträger.
2003 und 2004 übernahm Zwagerman die Moderation der Talkshow Zomergasten.
Neben erzählender Literatur veröffentlichte Zwagerman zahlreiche Essays über Literatur, Popmusik, Photographie, Film und besonders Kunst. Nach der Jahrtausendwende tauchen auch mehrfach die Themen Depression und Suizid in den Veröffentlichungen auf (2002: Zes sterren; 2003: Het vijfde seizoen, 2005: Door eigen hand. Zelfmoord en de nabestaanden).
Joost Zwagerman erhielt im Januar 2008 für sein Werk als Essayist, Kolumnist und Schriftsteller die Gouden Ganzenveer („Goldene Gänsefeder“) von der Academie De Gouden Ganzenveer. Der Akademie nach fällt sein Werk durch Aktualität und Bekanntheit für gesellschaftliche Phänomene auf. 2010 schrieb er mit der Novelle Duel das niederländische Boekenweekgeschenk.
2011, in seinem Katastrophenjahr, zerbrach Zwagermans Ehe, was ihn in eine schwere klinische Depression führte. Dennoch schrieb er bald wieder über Kunst in einer großen niederländischen Zeitung und war häufig – meist zu diesem Thema – Gast in Talkshows.
Zwagerman beging am 8. September 2015 Suizid in seinem Wohnort Haarlem.
In einem Werbetext zu Zwagermans letztem Essayband ist zu lesen: Vielleicht verkörpert Stille in der Kunst die Sehnsucht, nicht mehr zu sein. Diese Sehnsucht ist in 'Die Stille des Lichts' Zwagermans Antrieb.

## Werke
- 1986: De houdgreep (Roman)
- 1987: Kroondomein (Erzählung)
- 1987: Langs de doofpot (Lyrik)
- 1988: De ziekte van jij (Lyrik)
- 1989: Gimmick! (Roman) (übersetzt von Gregor Seferens. Bonn: Weidle Verlag, 2018. ISBN 978-3-938803-90-5)
- 1991: Vals licht (Roman), dt. Falsches Licht (übersetzt von Rolf Erdorf; Hamburg: Klein, 1995; München: Bertelsmann, 1997)
- 1993: Collega's van God (Essay)
- 1993: De kus van Michael Jackson (Kolumne)
- 1993: De mooiste vrouw ter wereld (Lyrik)
- 1994: De buitenvrouw (Roman), dt. Die Nebenfrau (übersetzt von Rolf Erdorf; Wien: Picus, 2000; München, Zürich: Diana, 2001)
- 1996 Tomaatsj (Novelle)
- 1996: In het wild (Essay)
- 1997: Chaos en rumoer (Roman), dt. Kunstlicht (übersetzt von Martina den Hertog-Vogt; Wien: Picus, 2002)
- 1998: De ziekte van jij (Lyrik)
- 1998: Het jongensmeisje (Erzählung)
- 2000: Pornotheek Arcadië (Essay)
- 2001: Bekentenissen van de pseudomaan (Lyrik)
- 2001: Landschap met klein vuil (Kolumne)
- 2002: Zes sterren (Roman), dt. Onkel Siem und die Frauen (übersetzt von Gregor Seferens; Köln: Kiepenheuer & Witsch, 2005)
- 2003: Het wilde westen (Kolumne)
- 2003: Het vijfde seizoen (Essay)
- 2004: Tussen droom en daad in Dubbelstad: Alkmaar in feit en fictie
- 2005: Roeshoofd hemelt (Lyrik)
- 2005: Door eigen hand. Zelfmoord en de nabestaanden (Essay)
- 2005: De Nederlandse en Vlaamse literatuur vanaf 1880 in 250 verhalen (Anthologie)
- 2005: Tot hier en zelfs verder (Lyrik)
- 2006: Perfect Day (Erzählung)
- 2006: Transito (Essay)
- 2006: De Nederlandse en Vlaamse literatuur vanaf 1880 in 60 lange verhalen (Anthologie)
- 2007: De schaamte voor links (Pamphlet)
- 2007: Hollands welvaren (Sachbuch)
- 2007: De ontdekking van de literatuur. The Paris Review Interviews. (Anthologie)
- 2009: Hitler in de polder & Vrij van God (Pamphlet)
- 2010: Beeld verplaatst (Lyrik)
- 2010: Duel (Novelle) (übersetzt von Gregor Seferens. Bonn: Weidle Verlag, 2016. ISBN 978-3-938803-81-3)  (Boekenweekgeschenk, 2010)
- 2011: Alles is gekleurd, omzwervingen in de kunst
- 2012: Kennis is geluk. Nieuwe omzwervingen in de kunst
- 2012: De wereld is hier (Lyrik)
- 2013: Americana 1 & 2, Omzwervingen in de Amerikaanse cultuur
- 2014: Voor alles (Lyrik)
- 2015: De stilte van het licht
- 2016:  Wakend over God
- 2020: Verzamelde gedichten

## Auszeichnungen
- 2010: schreibt das Boekenweekgeschenk, die Novelle Duel
- 2008: Gouden Ganzenveer (Goldene Gänsefeder) für sein Werk als Essayist, Kolumnist und Schriftsteller
- 2007: Paul-Snoek-Poesiepreis für Roeshoofd hemelt
- 2000: Literaturpreis der Stadt München für De buitenvrouw (Die Nebenfrau)

Nominierung
- 2000: Literaturpreis Nordrhein-Westfalen für De buitenvrouw (Die Nebenfrau)